# Pseudostenophylax dentilus
Pseudostenophylax dentilus là một loài Trichoptera trong họ Limnephilidae. Chúng phân bố ở miền Cổ bắc.